# Stanisław Łoś
Jan Stanisław Łoś (ur. 21 października 1890 w Czyszkach koło Sambora, zm. 14 stycznia 1974) – polski historyk, polityk, dyplomata, publicysta związany ze środowiskami konserwatywnymi, znawca problematyki ukraińskiej.

## Życiorys
Pochodził z rodziny ziemiańskiej, był synem hrabiego Mariana Łosia i Heleny z domu Kotarskiej. W 1908 ukończył ze stopniem celującym VIII klasę i zdał z odznaczeniem egzamin dojrzałości w Zakładzie Naukowo-Wychowawczy Ojców Jezuitów w Bąkowicach pod Chyrowem (w jego klasie byli m.in. Aleksander Birkenmajer, Leon Koppens, Kazimierz Papara). W 1913 uzyskał doktorat z prawa na Wydziale Prawa i Nauk Politycznych Uniwersytetu Wiedeńskiego. W okresie I wojny światowej służył w armii austro-węgierskiej. W 1918 brał udział w tworzeniu polskiej administracji na terenie Królestwa Polskiego. W latach 1918–1931 pracował w Ministerstwie Spraw Zagranicznych. Był tam referentem, naczelnikiem Wydziału Północnego, a następnie Wydziału Ustrojów Międzynarodowych. Był jednym z inicjatorów mediacji w sprawie przyspieszenia uznania autokefalii Polskiej Cerkwi Prawosławnej przez Konstantynopol. W latach 1926–1929 pracował w Londynie jako radca prawny polskiego poselstwa.
2 maja 1923 został odznaczony Krzyżem Kawalerskim Orderu Odrodzenia Polski, a 20 listopada 1924 otrzymał duński krzyż komandorski Orderu Danebroga.
Po 1931 roku poświęcił się pracy naukowej. Współpracował takimi pismami jak: „Biuletyn Polsko-Ukraiński”,„Bunt Młodych”,  „Polityka”,  „Dzień Polski”, „Nasza Przeszłość”, „Przegląd Współczesny”.
W okresie II wojny światowej przebywał w majątku Niemce. 18 października 1944 został aresztowany przez UB i uwięziony na zamku w Lublinie. 7 maja 1945 opuścił więzienie. Znalazł pracę Katolickim Uniwersytecie Lubelskim. W 1957 – docent, w 1959 – profesor nadzwyczajny KUL. W latach 1957–1959 był dziekanem Wydziału Nauk Humanistycznych KUL. W 1961 odszedł na emeryturę. Autor licznych przekładów dzieł historyków zachodnich.

## Wybrane publikacje
- (pod pseudonimem Andrzej Januszowski) Polityka Wielkiej Brytanji, Kraków 1929.
- (pod pseudonimem Henryk Mortęski) powieść Takiem jest życie. F. Hoesick. Warszawa 1931.
- Hellada na przełomie, Warszawa: Drukarnia Polska 1938.
- Sprawa agrarna w Rzymie II-go i I-go wieku przed Chrystusem, Lublin: Towarzystwo Naukowe KUL 1946.
- Warunki bytowania ludności polskiej na Ziemiach Odzyskanych, Lublin: Towarzystwo Naukowe KUL 1947.
- Sylwetki rzymskie, Warszawa: Pax 1958 (wyd. 2 – Lublin: Wydawnictwo "Werset" 2007).
- Rzym na rozdrożu. Studium monograficzne o Katonie Starszym, Warszawa: "Czytelnik" 1960 (wyd. 2 – Lublin: Wydawnictwo Werset 2009).
- Świat historyków starożytnych, Kraków: Wydawnictwo Znak 1968.
- Sprawa ukraińska we wspomnieniach, korespondencji i publicystyce. Wybór pism, wyboru i red. nauk. dokonali i wstępem i przypisami opatrzyli Maciej Marszał i Sylwia Wójtowicz; posłowie Marek Łoś, Kraków: Ośrodek Myśli Politycznej 2012.
- Świat się w mych oczach dwukrotnie zawalił. Wspomnienia Dyplomaty, Kraków: Ośrodek Myśli Politycznej 2017.
- tłumaczenia: O gospodarstwie wiejskim Katona Starszego, Wyrocznia podręczna Baltazara Graciána